# Straßenbahn Bath (Maine)
Die Stadt Bath im US-Bundesstaat Maine hatte von 1893 bis 1937 einen Straßenbahnbetrieb. 

## Stadtlinie
Zunächst wurde 1893 die Bath Street Railway gebaut. Diese innerstädtische elektrische Straßenbahnlinie durchfuhr die Stadt von Norden nach Süden. Die nördliche Endstelle lag an der Washington Street etwa in Höhe Winship Street. Die Trasse verlief durch die Washington Street, Linden Street, Front Street, Center Street und wieder die Washington Street bis in Höhe Lamont Street, wo sie auf einen eigenen Bahnkörper in südwestliche Richtung abbog. Auf diesem ehemaligen Gleiskörper verläuft heute die Webber Avenue. Sie verlief dann bis zur High Street und entlang dieser bis zur südlichen Endstelle an der alten Winnegance Bridge, die heute nicht mehr existiert. Vor allem im Süden der Stadt gab es mehrere Industrieanschlüsse entlang der Strecke. Die Gesamtlänge der eingleisigen Strecke betrug knapp sieben Kilometer. Der Betriebshof der Bahn lag an der Kreuzung Washington Street/Spring Street im Süden des Zentrums.

## Linie von Lewiston
Die Lewiston, Brunswick and Bath Street Railway (LB&B) nahm 28. Juli 1898 eine Überlandstraßenbahn von Lewiston über Brunswick nach Bath in Betrieb. Diese Strecke kam über die Old Brunswick Road in das Stadtgebiet von Bath und durchfuhr die North Street, Middle Street, Oak Street und Front Street bis zur Kreuzung Lambard Street, wo 1907 ein Gleisdreieck gebaut wurde. Die Stadtlinie wurde nun ebenfalls durch die Oak Street geführt und die bestehende Trasse durch die Linden Street abgebaut. Die Gesellschaft kaufte auch die Stadtlinie und fügte sie ihrem Netz hinzu. In östlicher Verlängerung der Oak Street und im Zuge der Commercial Street nach Süden wurde 1916 eine Güterstrecke gebaut, die im Süden des Zentrums auch einen Gleisanschluss zur Bahnstrecke Portland–Rockland hatte. Eine weitere Güterstrecke entstand im gleichen Jahr in nördlicher Verlängerung der Commercial Street, durch die nördliche Front Street und die Bowery Street bis auf das Betriebsgelände der Kelly-Spear Company am Flussufer. Diese Strecke gehörte zunächst der Stadt Bath, wurde aber 1923 an die Straßenbahn verkauft. Der Betriebshof der Überlandstrecke in Bath wurde in der North Street gebaut, das Depot der Stadtlinie konnte daher geschlossen werden.
1907 übernahm die Lewiston, Augusta and Waterville Street Railway die LB&B. Sie wurde 1919 in Androscoggin and Kennebec Railway umgegründet. Die Stadtlinie wurde zum 1. August 1932 stillgelegt und in der Folge abgebaut. Das gleiche Schicksal ereilte die Überlandlinie am 15. Mai 1937.

## Bilder
- Triebwagen auf der Stadtlinie
- Endstelle der Linie nach Lewiston, der Triebwagen steht in der Lambard Street
- Einfahrt des Depots in Bath